# Макферсон, Артур Артурович
Артур Макферсон-младший  (англ. Arthur McPherson, Jnr.; 19 (31) января 1896 года, Санкт-Петербург, Российская империя — 28 января 1973, Нью-Йорк) — российский и британский теннисист.
Чемпион России (Российской империи) по лаун-теннису в парном разряде (1914), первым из российских теннисистов участвовал в Уимблдонском турнире.

## Биография
Артур Макферсон родился в 1896 году в Санкт-Петербурге в семье известного коммерсанта и спортивного деятеля Артура Макферсона.
Был членом Крестовского лаун-теннис клуба, президентом и владельцем которого был его отец.
Вместе с братом Робертом стал чемпионом России по теннису в парном разряде (1914). Их победа была сенсационной.
В первом круге они победили  французов Мансе и Лаллемана (6:1, 6:2, 6:1), в полуфинале обыграли Кляйншрота и Голя (9:7, 5:7, 6:2, 1:6, 6:1). До начала финала большинство специалистов и зрителей отдавало предпочтение многократному чемпиону России Михаилу Сумарокову и его партнёру И. Моравскому, однако братья Макферсоны выиграли в упорной борьбе (6:0, 4:6, 1:6, 6:2, 6:2).
Журнал «Къ  спорту!» (1914, № 28) писал: «Особенно  понравился  нам  Артур  Макферсон, играющий с поразительным спокойствием, расчётом  и пласировкой. Правда, его мячи не так сильны и резки, как драйвы и смеши его брата Роберта, но зато он всегда играет наверняка…».
Артур Макферсон также был финалистом Всероссийских состязаний в лаун-теннисе (чемпионата России) в 1913 году в смешанном разряде (в паре с Натальей Сиверс). В одиночном разряде на чемпионате России 1914 г. А. Макферсон стал полуфиналистом. 
Участник матчей Россия—Англия (1913) и Россия—Франция (1914).
В 1920 году стал участником Уимблдонского турнира. Доходил до третьего раунда одиночного разряда на Уимблдонском турнире в 1920 и 1923 годах. Также играл на турнирах в США (чемпионат США в Форест-Хиллсе).
В годы Первой мировой войны служил в британской армии. В 1920-х годах — агент английской разведки. 
Финалист международного турнира в Риге (1924) в одиночном разряде, неоднократный чемпион Латвии по теннису.
Проживал в Риге, Хельсинки. С 1930-х годов жил в США. Умер в Нью-Йорке.